# Catalysis science & technology
Catalysis science & technology is een internationaal, aan collegiale toetsing onderworpen wetenschappelijk tijdschrift over zowel fundamentele als praktische aspecten van katalysatoren.
De naam wordt in literatuurverwijzingen meestal afgekort tot Catal. Sci. Technol.
Het wordt uitgegeven door de Royal Society of Chemistry en verschijnt maandelijks.
Het eerste nummer verscheen in 2011.